# Lysipomia
Lysipomia är ett släkte av klockväxter. Lysipomia ingår i familjen klockväxter.

## Dottertaxa tillLysipomia, i alfabetisk ordning[1]
- Lysipomia acaulis
- Lysipomia aretioides
- Lysipomia bilineata
- Lysipomia bourgoinii
- Lysipomia brachysiphonia
- Lysipomia caespitosa
- Lysipomia crassimarginata
- Lysipomia cuspidata
- Lysipomia cylindrocarpa
- Lysipomia glandulifera
- Lysipomia globularis
- Lysipomia gracilis
- Lysipomia hirta
- Lysipomia hutchisonii
- Lysipomia laciniata
- Lysipomia laricina
- Lysipomia lehmannii
- Lysipomia montioides
- Lysipomia multiflora
- Lysipomia muscoides
- Lysipomia oellgaardii
- Lysipomia pumila
- Lysipomia rhizomata
- Lysipomia sparrei
- Lysipomia speciosa
- Lysipomia sphagnophila
- Lysipomia subpeltata
- Lysipomia tubulosa
- Lysipomia vitreola
- Lysipomia wurdackii